# Arkadij Bachin
Arkadij Wiktorowicz Bachin (ros. Аркадий Викторович Бахин; ur. 8 maja 1956 w Kownie) – pierwszy zastępca Ministra Obrony Federacji Rosyjskiej, generał armii.

## Życiorys
W 1977 roku ukończył Moskiewską Wyższą Wojskową Szkołę Dowódczą. Służył jako dowódca plutonu, dowódca kompanii, szef sztabu – zastępca dowódcy batalionu w Południowej Grupie Wojsk w Kijowskim Okręgu Wojskowym.
W 1987 roku ukończył Akademię Wojskową im. Michaiła Frunzego, pełnił służbę w Środkowoazjatyckim Okręgu Wojskowym jako dowódca batalionu piechoty zmechanizowanej, szef sztabu – zastępca dowódcy szkolnego pułku zmechanizowanego i jako dowódca tego pułku. 
W latach 1992–1995 był dowódcą pułku zmechanizowanego, a następnie brygady zmechanizowanej w Syberyjskim Okręgu Wojskowym.
W 1997 ukończył Wojskową Akademię Sztabu Generalnego Sił Zbrojnych Federacji Rosyjskiej i pełnił służbę na stanowisku dowódcy rosyjskiej bazy wojskowej na Zakaukaziu, dowódcy dywizji zmechanizowanej w Północnokaukaskim Okręgu Wojskowym, szefa sztabu – pierwszego zastępcy dowódcy Grupy Rosyjskich Wojsk na Zakaukaziu. Od 2002 do 2004 był zastępcą dowódcy Północnokaukaskiego Okręgu Wojskowego. 
Od 2004 roku był dowódcą armii ogólnowojskowej w Syberyjskim Okręgu Wojskowym, a od stycznia 2006 roku – zastępcą dowódcy Syberyjskiego Okręgu Wojskowego. Od lipca 2007 roku był szefem sztabu - pierwszym zastępcą dowódcy Syberyjskiego OW. 
Od grudnia 2008 dowodził wojskami Nadwołżańsko-Uralskiego Okręgu Wojskowego. 
Od lipca 2010 roku czasowo pełnił obowiązki dowódcy Zachodniego Okręgu Wojskowego, stanowisko objął całkowicie w październiku 2010.
9 listopada 2012 roku został powołany na pierwszego wiceministra obrony Federacji Rosyjskiej. Na stanowisku do 17 listopada 2015. Po zwolnieniu ze stanowiska i przeniesieniu w stan spoczynku miał podjąć pracę w państwowej korporacji „Rosatom”.

## Ordery i odznaczenia
Za swą służbę został odznaczony:
- Order Męstwa;
- Order „Za zasługi wojskowe”;
- Order „Za zasługi dla Ojczyzny” IV klasy;

inne medale.